# University of Southern California

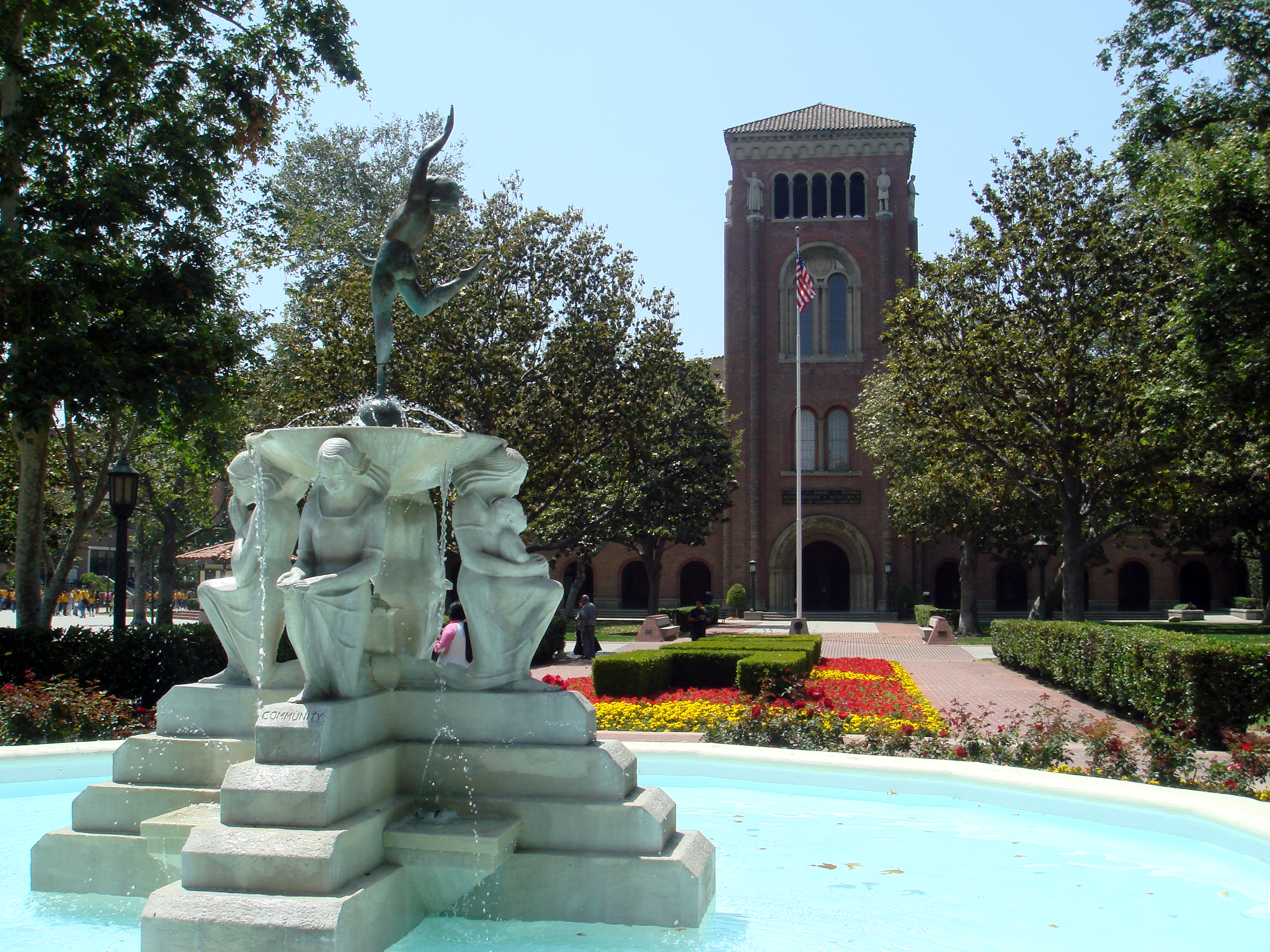
Das „George Finley Bovard“-Verwaltungsgebäude

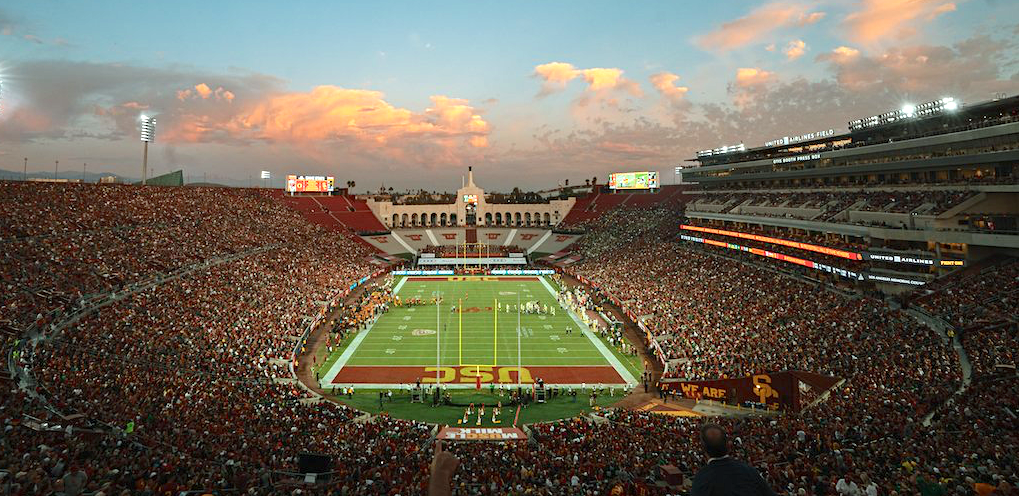
USC football, Los Angeles Memorial Coliseum

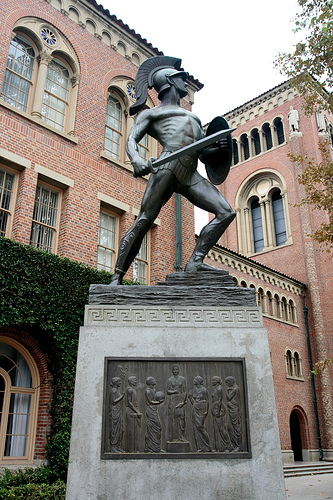
Tommy Trojan, das Symbol der Universität

Die University of Southern California (auch bekannt unter dem Kürzel USC; deutsch Universität von Südkalifornien) ist die älteste Privatuniversität in Kalifornien. Sie hat ihren Sitz in Los Angeles im Stadtteil University Park.
Die USC ist Mitglied der Association of American Universities, einem seit 1900 bestehenden Verbund führender forschungsintensiver nordamerikanischer Universitäten. Die University of Southern California wurde im Jahr 2000 vom Magazin Time und dem Princeton Review zur „Universität des Jahres“ gewählt. Ferner wurde die USC 2011 zu den „Top-10-Traumhochschulen“ unter den High-School-Absolventen der USA gezählt. Sie wurde 2013 vom Academic Ranking of World Universities zur 47.-besten Universität der Welt gewählt.
Die Hochschule ist bekannt für ihre wichtige Rolle bei der Entwicklung von Computern und Internet. Das Domain Name System (DNS), Antivirenprogramm, IP-Telefonie und der DNA-Computer wurden an der USC erfunden. Insgesamt wird die Universität mit 10 Nobelpreisträgern, einem Turing-Award-Rezipient und elf Rhodes-Stipendiaten assoziiert. Zu den Absolventen der Universität zählen 29 Milliardäre, nach der University of Pennsylvania, Harvard und Yale der vierthöchste Schnitt der Welt. Die University of Southern California beherbergt einige der international besten und renommiertesten Journalisten- und Ingenieurschulen, etwa die Annenberg School for Communication and Journalism (International: Rang 2) und die Viterbi School of Engineering (International: Rang 10). Weitere herausragende Fakultäten sind die USC School of Cinematic Arts und die Marshall School of Business. Für Aufsehen sorgte eine Spende von George Lucas, dem Regisseur von Star Wars, über 175 Millionen US-Dollar im Jahr 2006. Sechs Nobelpreisträger lehrten oder lehren an der USC, darunter Murray Gell-Mann, George Olah und Angus Deaton.
Die Sportteams der USC sind die Trojans („Trojaner“). Das Los Angeles Memorial Coliseum auf dem Campus war 1932 und 1984 Austragungsort der Olympischen Sommerspiele. USC-Athleten haben bei den Olympischen Spielen 288 Medaillen gewonnen (135 Goldmedaillen, 88 Silbermedaillen und 65 Bronzen), mehr als jede andere Universität der Welt. Das Wort wird auch verwendet, um Studenten der Universität zu beschreiben. Die USC ist bekannt für eine starke Schulkultur. Um die Alumni in Verbindung zu halten, besteht das Trojanische Netzwerk aus über 100 Alumni-Gruppen auf vier Kontinenten (Nordamerika, Südamerika, Europa, und Asien). Ein allgemeines Sprichwort unter den mit der Schule verbundenen Personen ist, dass man ein „Trojaner fürs Leben“ ist.
Die 22 Bibliotheken und anderen Archive der USC enthalten fast 4 Millionen gedruckte Bände, 6 Millionen Mikroformartikel und 3 Millionen Fotos. Sie abonnieren mehr als 30.000 aktuelle Serientitel, fast 13.000 Manuskripte, über 120 elektronische Datenbanken und mehr als 14.000 Zeitschriften in gedruckten und elektronischen Formaten. Jährlich werden Referenztransaktionen mit einer Anzahl von fast 50.000 und ungefähr 1.100 Präsentationen mit 16.000 Teilnehmern durchgeführt. Die 1994 von Steven Spielberg gegründete USC Shoah Foundation hat Zeugnisse von Überlebenden und anderen Zeugen des Holocausts aufgezeichnet.

## Geschichte
Die Universität wurde im Jahr 1880 gegründet. Der Lehrbetrieb begann mit 10 Dozenten und 53 Studenten. Die erste Abschlussklasse im Jahr 1884 bestand aus drei Studenten, zwei Männern und einer Frau.
Das Lehrangebot der USC wurde seit den Anfangsjahren stetig erweitert. In der Anfangszeit kam fast jedes Jahr eine neue Fakultät hinzu, so entstanden der Fachbereich Musik (1884), der Fachbereich Medizin (1885) und der Fachbereich Kunst (1887).
Während des Zweiten Weltkrieges lehrte Ludwig Marcuse hier deutsche Literatur und Philosophie. Der deutsch-amerikanische Architekt Konrad Wachsmann, der für Albert Einstein das Sommerhaus in Caputh entwarf, lehrte von 1964 bis 1972 am Department of Architecture der Graduate School of Architecture. Jascha Heifetz hatte die Professur für Violine von 1959 bis 1983 inne.
Die USC beschäftigt 2019/2020 etwa 4.604 Vollzeitlehrkräfte. Die Studentenzahlen stiegen für dieses Semester auf rund 48.500 Studenten.

## Universitätsaufbau
Die akademischen Einheiten („Schools“) der USC sind in alphabetischer Reihenfolge:
- Annenberg School for Communication and Journalism
- Chan Division of Occupational Science and Occupational Therapy
- Davis School of Gerontology
- Dornsife College of Letters, Arts and Sciences
- Gould School of Law
- Iovine and Young Academy for Arts, Technology and the Business of Innovation
- Kaufman School of Dance
- Keck School of Medicine
- Leventhal School of Accounting
- Marshall School of Business
- Ostrow School of Dentistry
- Price School of Public Policy
- Thornton School of Music
- USC Division of Biokinesiology and Physical Therapy
- USC School of Architecture
- USC School of Cinematic Arts
- USC School of Dramatic Arts
- USC School of Pharmacy
- Viterbi School of Engineering, die auch die als separate Akademische Einheit geführte School of Advanced Computing beherbergt[17]
- Roski School of Art and Design
- Rossier School of Education

## USC Viterbi School of Engineering
Im Herbst 2019 strebten an der University of Southern California's Viterbi School of Engineering 2.848 Studenten den Bachelorabschluss an. 6.199 Masterstudenten und Doktoranden arbeiteten in einem der 64 Masterstudiengänge oder der 13 Doktorandenprogramme. Mehr als ein Drittel der Professoren hat einen beruflichen Hintergrund in der Industrie. Zur School zählen 35 Mitglieder der National Academy of Engineering, 57 Gewinner des Presidential Young Investigator and CAREER Awards und 13 Gewinner des PECASE Early Career Awards, womit sich die Fakultät zu den besten der Welt zählen kann. The Princeton Review bewertete das USC-Videospieldesignprogramm als 1. von 150 Hochschulen in Nordamerika.
Ferner hat die Viterbi School of Engineering einige berühmte Absolventen, darunter den ersten Mann auf den Mond, Neil Armstrong, der hier seinen Master absolvierte. Benannt ist das Institut nach dem Elektroingenieur und Informatiker Andrew J. Viterbi, der der USC 52 Millionen Dollar gespendet hat.

## USC School of Cinematic Arts
Aufgrund der Nähe zu Hollywood, der engen Verbindung der School of Cinematic Arts zur Unterhaltungsindustrie sowie der Architektur auf dem Campus wurde die Universität in zahlreichen Filmen, Fernsehserien, Werbespots und Musikvideos als Drehort verwendet. Laut IMDB wurde der USC-Campus in mindestens 180 Film- und Fernsehtiteln gezeigt.

## USC Annenberg School for Communication and Journalism
Die Annenberg School for Communication and Journalism wurde 1971 mit Unterstützung des US-Botschafters Walter H. Annenberg gegründet. Der Lehrplan sieht vor, dass die Schüler im ersten Studienjahr Print- und Online-Medien studieren. Das USC-Kommunikationprogramm steht laut QS World University Rankings häufig an erster Stelle.

## USC Marshall School of Business
Die Business School der USC ist nach Gordon S. Marshall benannt, der der USC 35 Millionen Dollar gespendet hat. Im Bloomberg Businessweek Business Schools Ranking erreichte die Marshall School of Business 2018 den 14. Platz weltweit.

## USC Sol Price School of Public Policy
Die 1921 gegründete Fakultät bildet Stadt- und Regionalplaner aus. Im Bereich Urban Planning ist sie die bedeutendste Einrichtung der USA. Auch für Positionen im Gesundheits- und Katastrophenmanagement und in der Öffentlichen Verwaltung wird ausgebildet.

## USC Thornton School of Music
Die Thornton School of Music wurde 1884 gegründet, nur vier Jahre nach Gründung der Gesamtuniversität. Die Schule befindet sich auf dem Campus der Universität im Süden von Los Angeles. Benannt ist sie nach der Mäzenin Flora L. Thornton (1913 bis 2010), die 1999 der Schule 25 Millionen US-Dollar spendete. 2006 spendete sie weitere 5 Millionen zum Unterhalt der Schule.
Die USC Thornton School bietet Studienkurse u. a. für Oper, Alte Musik, Jazz, Komposition, Orchesterleitung, Filmmusik und Musikmanagement an. Durch die Nähe zur Film- und Musikindustrie in Los Angeles hat sich die Hochschule zu einem Studienzentrum für Filmmusik entwickelt.
Das Musikmagazin Rolling Stone nannte die Thornton School of Music eine der Top Five Musikhochschulen des Landes. Auf einer Ranking-Liste des Hollywood Reporter belegte sie 2015 Platz 3 auf einer Liste von 25.

## USC Gould School of Law
Die Gould School of Law die älteste juristische Fakultät in Südkalifornien. Sie ging aus der 1896 von ambitionierten Anwälten geschaffenen Los Angeles Law School hervor, die 1898 inkorporiert wurde im Jahr 1900 Teil der USC. Sie wurde im Jahr 1924 erstmals von der Amerikanischen Anwaltskammer (American Bar Association) akkreditiert. Die Fakultät nimmt Diversität seit jeher sehr ernst, so wirbt sie noch heute damit, dass bereits zu ihren ersten Absolventen Frauen und Mitglieder von Minderheiten gehörten.
Historisch betrachtet leistete die USC Gould Pionierarbeit bei der Konzeptierung von klinischer und interdisziplinärer Bildung. Die Fakultät sieht sich als eine der führenden juristischen Lehranstalten des Landes. Um ihrem Anspruch gerecht zu werden, bemüht sich die Universität um bessere Zugänglichkeit, auch für historisch unterprivilegierte Gruppen und unterversorgte Regionen der Welt. Zu diesem Zweck startete die USC Gould in den 2010er Jahren mehrere Fortbildungsprogramme ohne Diplom (sowohl vor Ort als auch online), als eine der wenigen Fakultäten in den USA einen Studiengang zum Bachelor of Science in Legal Studies und bietet den ältesten und nach eigener Aussage prestigeträchtigsten LLM-Abschluss (Legum Magister, also Master of Laws) der Vereinigten Staaten an.

## Sport
Die Hochschule ist Mitglied in der Pacific-12 Conference und hat eines der momentan erfolgreichsten Football-Teams der NCAA. Gemäß der Tradition ist bei den Spielen immer ein Trojaner auf dem Pferd dabei. Die Statue des Trojaners auch liebevoll „Tommy Trojan“, die sich auf dem USC Campus befindet, wird während der Footballspiele zugedeckt, da verfeindete Fans versuchen, die Statue zu beschädigen. Zwischen den UCLA Bruins und den USC Trojans herrscht eine starke Rivalität. Die Trojans spielen traditionsgemäß im Los Angeles Memorial Coliseum, einer Sportstätte direkt gegenüber der Universität in Los Angeles, ca. 15 min vom Stadtkern entfernt. Die Sportstätte zählt zu einer der größten der Welt und hat eine Kapazität von 92.000 Zuschauern. Zu Rekordzeiten wurden bereits 115.000 Zuschauer im Stadium gezählt. Das Stadion war Austragungsort der Olympischen Spiele 1932 und 1984.

## Persönlichkeiten

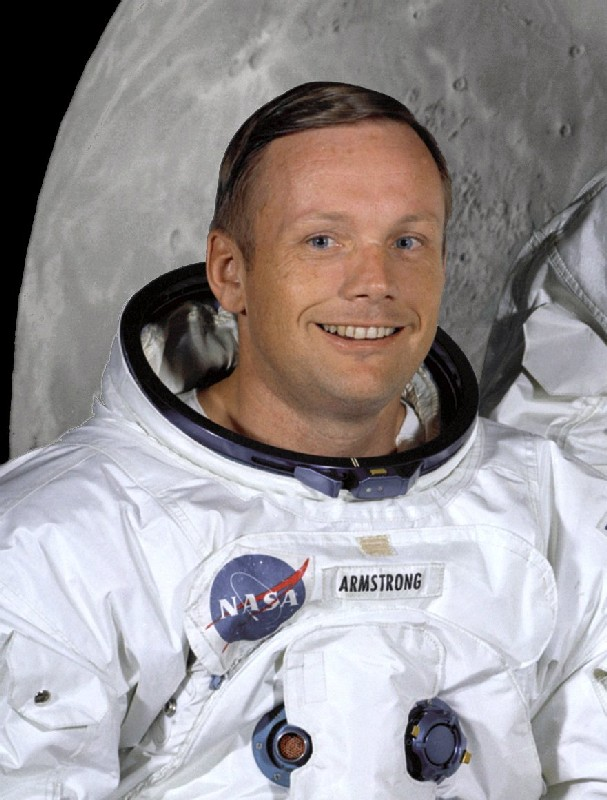
Neil Armstrong, Astronaut
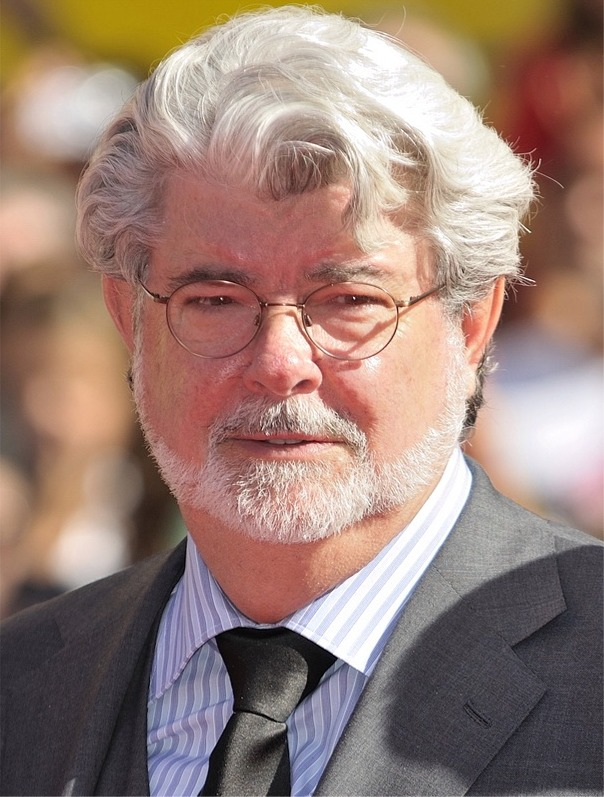
George Lucas, Filmproduzent
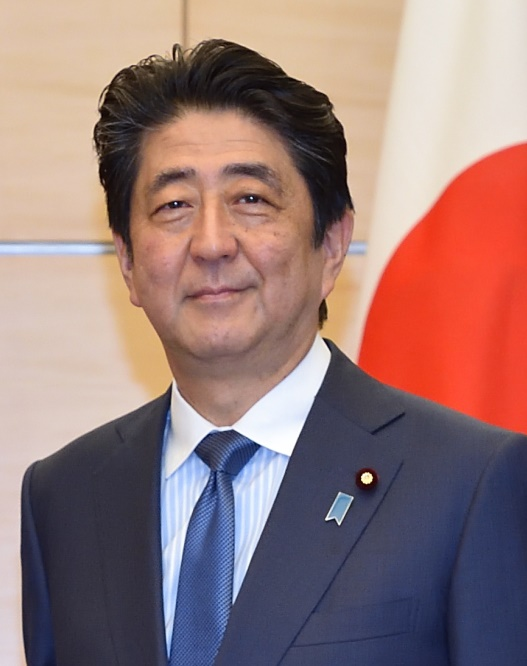
Shinzo Abe, Premierminister Japans
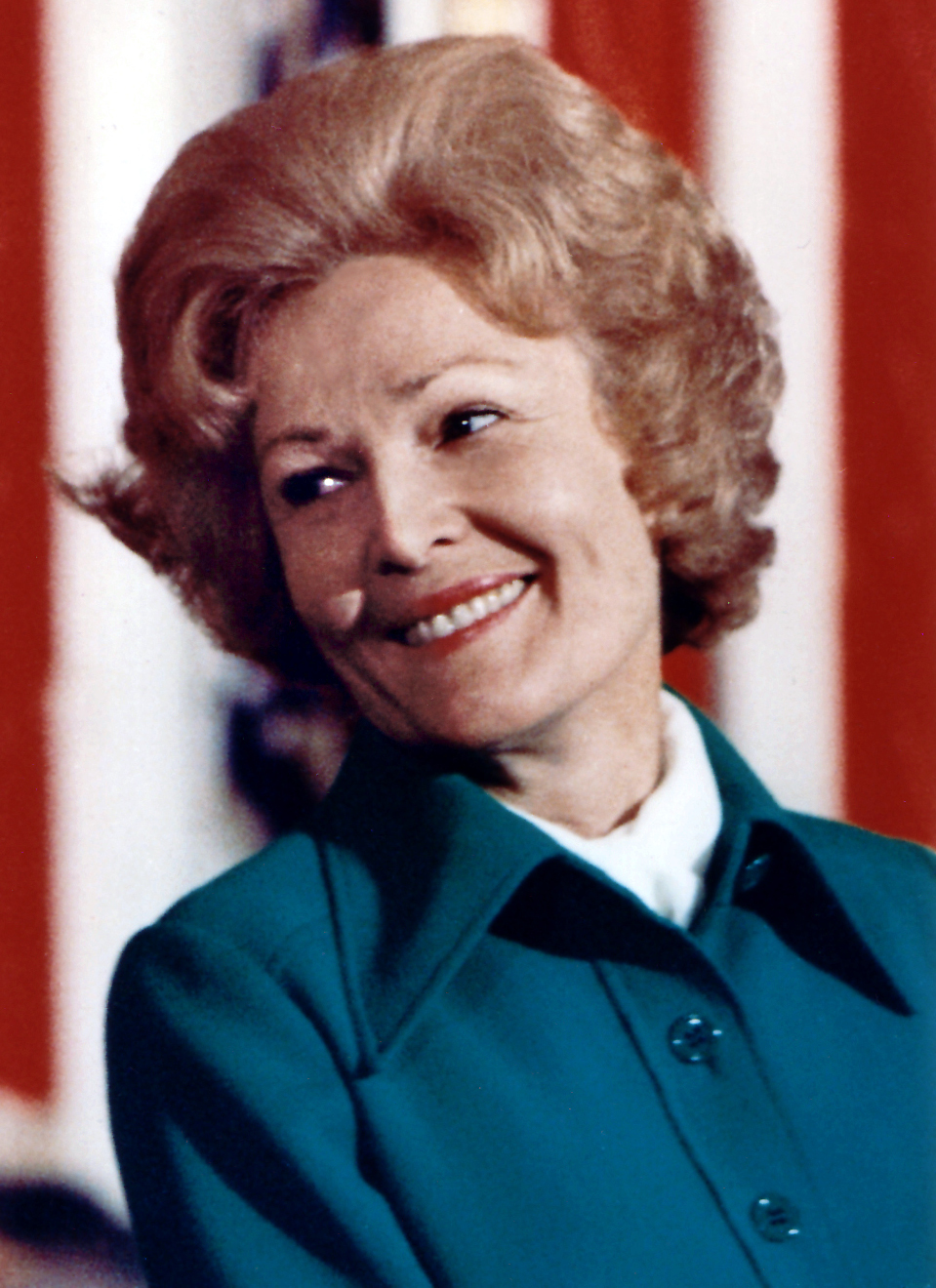
Pat Nixon, ehemalige First Lady der Vereinigten Staaten
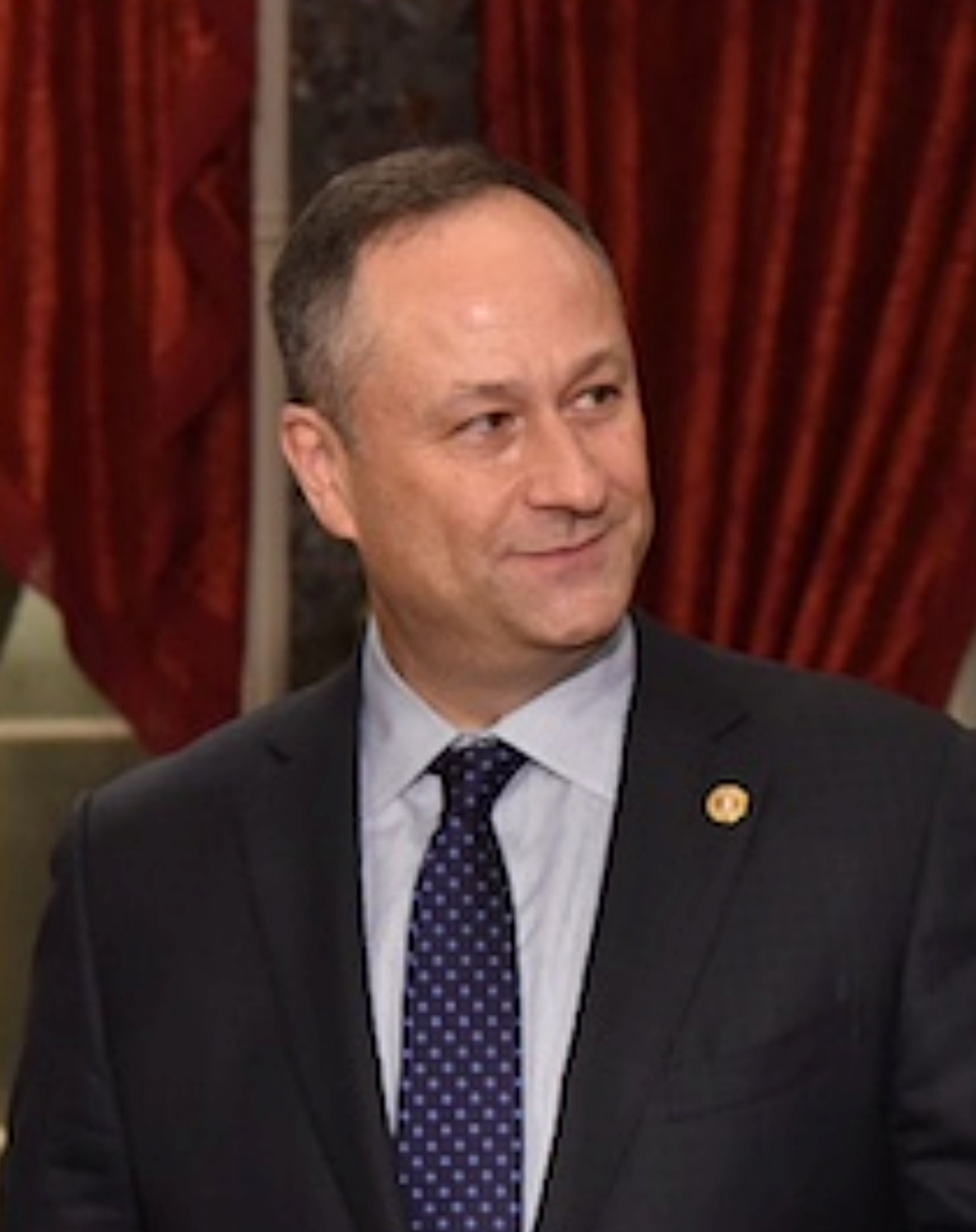
Douglas Emhoff, Second Gentleman der Vereinigten Staaten
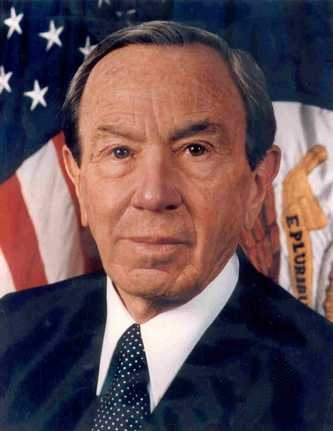
Warren Christopher, 63. Außenminister der Vereinigten Staaten
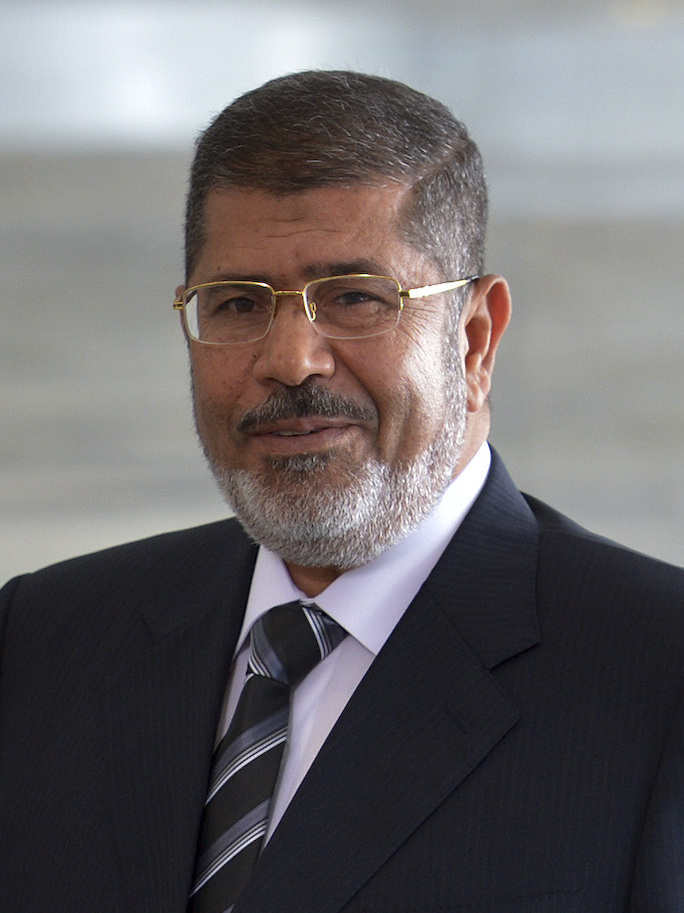
Mohamed Morsi, 5. Präsident von Ägypten

### Lehrende
- Murray Gell-Mann (1929–2019), Nobelpreisträger (Physik 1969)
- George A. Olah (1927–2017), Nobelpreisträger (Chemie 1994)

- Daniel McFadden (* 1937), Nobelpreisträger (Wirtschaft 2000)
- Arieh Warshel (* 1940), Nobelpreisträger (Chemie 2013)
- Angus Deaton (* 1945), Nobelpreisträger (Wirtschaft 2015)
- Jane Goodall (* 1934), britische Verhaltensforscherin
- Elsa M. Garmire (* 1939), Physikerin, Pionierin der Lasertechnologie
- Manuel Castells (* 1942), spanischer Minister für Universitäten
- Arnold Schwarzenegger (* 1947), US-amerikanischer Schauspieler, Bodybuilder, 38. Gouverneur Kaliforniens
- Arieh Warshel (* 1940), israelisch-US-amerikanischer Chemiker
- Warren Bennis (1925–2014), Wirtschaftswissenschaftler
- Barry W. Boehm (1935–2022), Softwareingenieur
- António Damásio (* 1944), portugiesischer Neurowissenschaftler
- Christian Busch (* 1984) deutscher Wirtschaftswissenschaftler

### Raumfahrttechnik
- Neil Armstrong (1930–2012), Astronaut, die erste Person auf dem Mond
- Charles Bolden (* 1946), Astronaut, 12. Administrator der NASA
- Walter Schirra (1923–2007), Astronaut, Kommandant des Raumflugs Apollo 7
- Jim Lovell (1928–2025), Astronaut, Kommandant des Raumflugs Apollo 13
- Gerald P. Carr (1932–2020), Astronaut, Kommandant von Skylab 4
- Karol J. Bobko (1937–2023), Astronaut
- Nancy Currie-Gregg (* 1958), Astronautin
- Jerry M. Linenger (* 1955), Astronaut

### Verwaltung und Politik
- Marc Benioff (* 1964), Gründer von Salesforce.com
- Andrew J. Viterbi  (* 1935), Gründer von Qualcomm
- Barron Hilton (1927–2019), Präsident von Hilton Worldwide
- Mike Markkula (* 1942), ehemaliger CEO von Apple
- Fu Chengyu (* 1951), Vorsitzender von Sinopec
- Ivan Glasenberg (* 1957), Unternehmer
- Miki Takeo (1907–1988), 41. Premierminister Japans
- Abe Shinzo (1954–2022), 63. Premierminister Japans
- Warren Christopher (1925–2011), 63. Außenminister der Vereinigten Staaten
- Douglas Emhoff (* 1964), Second Gentleman der Vereinigten Staaten
- Christopher Cox (* 1952), 28. Vorsitzender der United States Securities and Exchange Commission (SEC)
- Jim Webb (* 1946), Politiker
- Mohammed Morsi (1951–2019), ägyptischer Politiker und Materialwissenschaftler
- Richard Perle (* 1941), Politiker

### Kunst und Medien
- Paul R. Williams (1894–1980), Architekt
- Frank Gehry (* 1929), Architekt und Designer
- George Lucas (* 1944), Regisseur, Produzent, Drehbuchautor
- Diane Keaton (* 1946), Schauspielerin, Filmregisseurin und -produzentin
- Forest Whitaker (* 1961), US-amerikanischer Schauspieler, Produzent und Regisseur
- Robert Zemeckis (* 1952), US-amerikanischer Regisseur und Produzent
- Shelly Berg (* 1955), US-amerikanische Jazz-Pianist und Arrangeur
- Rod Gilfry (* 1959), US-amerikanischer Bariton
- Midori Gotō (* 1971), japanische Geigerin
- Alice Schoenfeld  (1921–2019), deutsch-US-amerikanische Violinistin
- Eleonore Schoenfeld (1925–2007), deutsch-US-amerikanische Cellistin
- Patrick J. Adams (* 1981), kanadischer Schauspieler und Regisseur
- Gregory Ain (1908–1988), Architekt
- Dexter Holland  (* 1965), Musiker, Molekularbiologe und Unternehmer
- Morten Lauridsen (* 1943), Komponist
- John Carpenter (* 1948), Regisseur, Drehbuchautor, Produzent und Komponist
- Will Ferrell (* 1967), US-amerikanischer Schauspieler und Produzent
- Morten Lauridsen (* 1943), US-amerikanischer Komponist
- Earl Grant (1933–1970), Musiker
- John Ritter (1948–2003), Schauspieler
- Bob Seagren (* 1946), Olympiasieger, Schauspieler und Showhost
- Tom Selleck (* 1945), Schauspieler
- Bryan Singer (* 1965), Regisseur, Produzent und Drehbuchautor
- Erik Per Sullivan (* 1991), US-amerikanischer Schauspieler
- Jenna Dewan Tatum (* 1980), Schauspielerin/Tänzerin
- Stephani Victor (* 1969), Monoskibobfahrerin
- Loren Cunningham (1935–2023), Gründer von Jugend mit einer Mission (JMEM)

### Sport
- Nelson Agholor (* 1993), Footballspieler (Wide Receiver)
- Sam Baker (* 1985), Footballspieler Offensive Tackle
- Reggie Bush (* 1985), Footballspieler (Runningback)
- Lynn Cain (* 1955), Footballspieler (Runningback)
- Matt Cassel (* 1982), Footballspieler (Quarterback)
- Cynthia Cooper (* 1963), Mitglied der Naismith Memorial Basketball Hall of Fame
- Brian Cushing (* 1987), Footballspieler (Linebacker)
- DeMar DeRozan (* 1989), Basketballspieler (Shooting Guard)
- Riki Ellison (* 1960), Footballspieler (Linebacker)
- Jeff Fisher (* 1958), Footballspieler (Cornerback) und -trainer
- Alex Hannum (1923–2002), Mitglied der Naismith Memorial Basketball Hall of Fame
- Matt Leinart (* 1983), Footballspieler (Quarterback)
- Lisa Leslie (* 1972), Mitglied der Naismith Memorial Basketball Hall of Fame
- Kaluka Maiava (* 1986), Footballspieler (Linebacker)
- Clay Matthews (* 1986), Footballspieler (Linebacker)
- Cheryl Miller (* 1964), Mitglied der Naismith Memorial Basketball Hall of Fame
- Carson Palmer (* 1979), Footballspieler (Quarterback)
- Erny Pinckert (1907–1977), Footballspieler (Runningback)
- Troy Polamalu (* 1981), Footballspieler (Strong Safety)
- Mark Sanchez (* 1986), Footballspieler (Quarterback)
- Bill Sharman (1926–2013), zweifaches Mitglied der Naismith Memorial Basketball Hall of Fame (als Coach wie als Spieler)
- O. J. Simpson (1947–2024), Footballspieler (Runningback)
- Steve Smith (* 1979), Footballspieler (Wide Receiver)
- JuJu Smith-Schuster (* 1996), Footballspieler (Wide Receiver)
- Lofa Tatupu (* 1982), Footballspieler (Linebacker)
- Tina Thompson (* 1975), Mitglied der Naismith Memorial Basketball Hall of Fame
- Nikola Vučević (* 1990), Basketballspieler (Center)
- Paul Westphal (1950–2021), Mitglied der Naismith Memorial Basketball Hall of Fame
- Matt Willig (* 1969), Footballspieler (Offensive Tackle)
- Robert Woods (* 1992), Footballspieler (Wide Receiver)
- Nick Young (* 1985), Basketballspieler (Shooting Guard)